# Rina Akter
Rina Akter (Bangladés, c. 1988) es una activista y extrabajadora sexual bengalí. En 2020 fue reconocida como una de las 100 mujeres de la BBC por su trabajo cuando organizaba 400 comidas al día durante la pandemia de COVID-19 para trabajadoras sexuales desempleadas de Daca.

## Trayectoria
Akter nació en Bangladés alrededor de 1988. Su familia la dejó ir a trabajar como empleada doméstica. Sin embargo, los intermediarios la vendieron a un burdel cuando tenía ocho o diez años. Trabajó entre trabajadoras sexuales en Daca. La organización de la que formaba parte se llamaba Durjoy Nari Sangha y tras un tiempo se unió a la organización Lighthouse, un centro de acogida donde las trabajadoras reciben apoyo como asesoramiento jurídico y sanitario y, cuando sea necesario, pueden obtener ayuda con nacimientos y funerales.
Su trabajo se volvió invaluable durante la pandemia de Covid, cuando las trabajadoras sexuales de Daca morían de hambre. Por miedo al contagio, las trabajadoras sexuales habían perdido a sus clientes. Algunas tenían algunos ahorros, pero carecían de ellos y, cuando los burdeles (clasificados como lugares de entretenimiento) cerraron, muchos de sus trabajadoras intentaron trabajar en la calle, lo que creó más competencia y aumentó los riesgos para la salud de las involucradas. Los controles médicos de rutina para detectar el VIH/SIDA dejaron de estar disponibles debido a las restricciones. Las restricciones nacionales requerían distanciamiento social y las trabajadoras no recibían alimentos ni asistencia. Con la ayuda de otros y de ONG, Akter organizó 400 comidas al día para estas mujeres.
Akter estaba tratando de organizar clases de costura para trabajadoras sexuales mayores para que pudieran encontrar un trabajo remunerado como alternativa a la mendicidad.
En 2020, fue una de las 100 mujeres, y una de las dos mujeres bengalís en ser reconocida por la BBC por sus logros sobresalientes. La otra mujer bengalí era la profesora Rima Sultana Rimu, que enseñaba a refugiados rohinyá.